# ساریاکندی
ساریاکندی (به لاتین: Sariakandi) یک منطقهٔ مسکونی در بنگلادش است که در ناحیه بوگرا واقع شده‌است. ساریاکندی ۴۰۸٫۵۰ کیلومتر مربع مساحت و ۲۷۰٬۷۱۹ نفر جمعیت دارد.